# テスラ (小惑星)
テスラ (2244 Tesla) は、小惑星帯に位置する小惑星。セルビア人の天文学者ミロラド・プロティッチ (Милорад Б. Протић, Milorad B. Protić) がベオグラードで発見した。
クロアチア生まれの物理学者で発明家のニコラ・テスラに因んで命名された。